# Lerntagebuch
Ein Lerntagebuch (englisch learning log oder learning journal) ist ein pädagogisches Werkzeug, um Lernprozess und -verhalten von Schülern parallel zum Unterricht zu fördern. Die Schüler dokumentieren ihr Lernverhalten längerfristig nebenher. Es bestehen gewisse Gemeinsamkeiten mit dem Lesetagebuch, welches aber an eine bestimmte Lektüre gebunden ist.
Wer ein e-Portfolio erstellt, hat damit automatisch auch ein Lerntagebuch.

## Ziele
Das Lerntagebuch trägt durch die regelmäßige Beschäftigung mit dem Lernstoff zu dessen Vertiefung und einem besseren Verständnis bei. Dabei wird auch der Entstehung von Verständnisillusionen entgegengewirkt, das heißt, der Lernende hat durch die intensivere Beschäftigung die Möglichkeit, logische Fehler und Widersprüche in seinem Konzept zu entdecken und zu korrigieren.
Hauptziel ist darüber hinaus, ein Bewusstsein für den eigenen Lernprozess zu entwickeln. Der Schüler soll Strategien anwenden können, die ihn beim Lernen unterstützen. Dies soll nicht rein "imitierend" erfolgen; vielmehr soll er durch die Revision seiner Arbeitsergebnisse dazu animiert werden, Vor- und Nachteile dieser Strategien zu erkennen und eventuell ihre Anwendung anzupassen.
Zudem gibt die Niederschrift der eigenen Gedanken dem Schüler die Möglichkeit, sich einen Überblick zu verschaffen und neue Assoziationen und Ideen zu entwickeln.

## Psychologischer Hintergrund
Der Lernprozess kann bildlich als eine Art Zyklus verstanden werden, in dem drei Phasen ineinandergreifen:
- Die erste Phase ist die Elaboration und Organisation: in ihr wird das vorhandene Wissen strukturiert und ausgearbeitet. Dabei kommen Erarbeitungsstrategien zum Einsatz (z. B. das Formulieren eigener Beispiele, um den Stoff zu veranschaulichen),
- deren Verwendung gleichzeitig in einer zweiten Phase, dem Monitoring, überprüft wird. Hierbei handelt es sich um eine Überwachung des eigentlichen Arbeitsprozesses, die entweder "negativ" (negatives Monitoring: Verständnisschwierigkeiten werden erkannt und formuliert) oder "positiv" (positives Monitoring: Feststellen einer positiven Lernerfahrung) ausfallen kann. Stößt der Lernende dabei auf ein Problem, wird er versuchen, es zu beheben.
- In einer dritten Phase werden remediale Strategien überlegt, die bei der zukünftigen Arbeit solche Schwierigkeiten beheben sollen.

Bei diesem Vorgang kommen kognitive Strategien wie Wiederholung und Organisation (Gruppierung, Hierarchisierung etc.) zum Einsatz, bei der einfache Informationen zu dynamischem Wissen umgewandelt werden. Auch wird die metakognitive Ebene beansprucht, das heißt, der Lernende ist sich der Verwendung der kognitiven Strategien bewusst und kann sie gezielt einsetzen. Allerdings ist der Einsatz von kognitiven Strategien bei Schülern nicht selbstverständlich, selbst wenn sie diese bereits kennen.
Untersuchungen mit verschiedenen Formen von Lerntagebüchern haben ergeben, dass sich sowohl die Verwendung von kognitiven und metakognitiven Lernstrategien als auch der Lernerfolg an sich durch die Angabe von Bearbeitungshinweisen (sogenannten Prompts) noch besser fördern lässt, als durch reines freies Schreiben. Die Prompts konnten aus beiden Bereichen stammen und die unterschiedlichen Phasen des Lernprozesses betreffen, z. B.:
- kognitiv, Organisation: Wie kannst du die Lerninhalte am besten sinnvoll strukturieren?
- kognitiv, Erarbeitung: Welche Beispiele können die Lerninhalte veranschaulichen, bestätigen oder ihnen widersprechen?
- metakognitiv, Monitoring: Welche Punkte hast du bislang (nicht) verstanden? Wie ließe sich das Verständnisproblem am besten beschreiben?
- metakognitiv, remedial: Welche Bereiche solltest du noch einmal durchgehen? Welche Möglichkeiten kannst du finden, um die Verständnisschwierigkeiten zu beheben?

Kognitive und metakognitive Prompts bewirkten vor allem eine erhöhte Anwendung von Strategien aus ihrem jeweiligen Bereich. Beide Anweisungen förderten die Verarbeitung des gewonnenen Wissens mindestens kurz- bis mittelfristig. Die besten Ergebnisse lieferte jedoch eine Kombination aus Prompts verschiedener Bereiche.

## Form und Bearbeitungsweise
Wichtigstes Kriterium für ein Lerntagebuch ist, dass es über einen längeren Zeitraum und regelmäßig geführt wird, damit der Lernende die Möglichkeit hat, sein Lernverhalten zu vergleichen und Veränderungen zu bewerten.
Die konkrete Form, mit der es geführt wird, kann sehr unterschiedlich sein und ist abhängig von Alter und Situation der Schüler. Illustrationen, Bilder, Tabellen sowie eine Gliederung des Textes können helfen.
Entsprechend können auch, je nach Bedarf, die Vorgaben durch Prompts bei freiem Schreiben stark in den Hintergrund treten oder in Hinblick auf die Förderung kognitiver und metakognitiver Strategien gezielt eingesetzt werden. Generell sollten Prompts für Schüler, die im Umgang mit Lernstrategien noch unerfahren sind, relativ spezifisch sein.
Allerdings sollte sie keine reine Wissensabfrage darstellen, sondern den Schülern die Freiheit lassen, den Inhalt relativ selbstständig und problemorientiert zu bestimmen. Das Lerntagebuch unterscheidet sich zudem vom Portfolio oder wissenschaftlichen Arbeiten dadurch, dass es über keinen zentralen Fokus verfügt.